# Vasil Popovič (kněz)
Vasil Popovič, ukrajinsky Василь Попович, rusínsky Василий Попович, maďarsky Popovics Vazul (12. září 1796, Velyki Komjaty – 19. říjen 1864, Užhorod) byl biskup mukačevské řeckokatolické diecéze (od 21. března 1837 do 19. října 1864) a spoluzakladatel rusínského kulturního a vzdělávacího spolku svatého Basila Velikého.

## Život
Narodil se v rodině řeckokatolického kněze Georgije Popovyče (1764–1817) a Marie Lendyel. Navštěvoval základní školu a první ročník střední školy v Carei, poté studoval na střední škole v Sighetu Marmației a poslední dva roky (5. a 6. ročník) dokončil na střední škole v Užhorodu. Vzdělání si doplnil na univerzitě v Pešti, kde vystudoval filozofii a teologii a získal titul doktora filozofie (1814–1820). Dne 10. dubna 1820 v Užhorodu jej biskup Oleksij Povčij vysvětil na kněze, pak byl poslán jako pomocný kněz do Svaljavy (1820–1821) a pak do Sighetu Marmației (1821–1822), kde také působil jako sekretář místního vikariátu. V této funkci jej navštívil prešovský biskup Gregor Tarkovič, který ho požádal, aby se stal jeho sekretářem a konzitoriálním notářem. Této funkce se ujal dne 20. dubna 1822. V roce 1824 se stal členem biskupské konzistoře a od roku 1835 stal se kanovníkem Prešovské kapituly a farářem katedrálního kostela v Prešově.
Dne 16. března 1837 jmenoval král Ferdinand V. Vasila Popoviče mukačevským biskupem a papež Řehoř XVI. jej dne 25. října 1837 schválil. Biskupské svěcení proběhlo ve Lvově.
Episkopát Vasila Popovyče znamenal v diecézi začátek nové éry. Vasil Popovič usiloval o to, aby každá farnost měla školu a každý kněz a jáhen vyučoval rusínský jazyk při bohoslužbách a školách. V roce 1840 otevřel diecézní internát, kde byli zdarma chováni kněžští sirotci a pro ostatní chlapce z rolnických rodin bylo 12 stipendií. Založil fond pro podobnou dívčí internátní školu, ale tento projekt byl zpožděn kvůli revolučním událostem a byl dokončen po jeho smrti (1875). Hledal lepší pomoc pro kněžské vdovy a sirotky. V roce 1838 přijal na užhorodské biskupství mukačevské diecéze rusínského národního buditele Alexandra Duchnoviče, který pak byl v mukačevské diecézi biskupským notářem (1838–1844). Vasil Popovič prohlásil ruský (rusínský) jazyk za oficiální jazyk diecéze a tento jazyk se začal vyučovat na gymnáziích v Užhorodu, Sighetu Marmației a v Sátoraljaújhely.
V červenci 1848 otevřeně podpořil maďarské rebely, vedené Lajos Kossuthem, v boji za nezávislost. V důsledku toho se revoluce aktivně zúčastnilo 52 kněží, 121 seminaristů a 82 kněží. Za to byl (po porážce revoluce) na 13 měsíců (od 16. září 1849 do 15. října 1850) v naprosté izolaci v domácím vězení a dočasně zbaven svých funkcí.

## Dílo
- Sermo, quem ill., ac rev. dn. ... episcopus Munkacsiensis ... pro solemnitate canonicae suae in episcopum Munkácsiensem installationis ad dioecesis suae clerum dixit. Cassoviae (Košice), 1838